# 秀山魚屬
奇迹秀山鱼（学名：Xiushanosteus mirabilis）是一种已灭绝的早期盾皮鱼类，化石发现于“重庆特异埋藏化石库”。該化石庫屬於距今约4.36亿年的志留系兰多维列世特列奇期，是目前世界上唯一保存志留纪早期完整有颌类化石的特异埋藏化石库。
奇迹秀山鱼是目前已知时代中最早的、头尾完整保存的有颌鱼类，糅合多个盾皮鱼大类特征，对探究有颌类起源具有重要意义。

## 命名
奇迹秀山鱼的学名中，属名Xiushanosteus以化石的发现地中国重庆市的秀山县命名，osteus是拉丁文“骨”的意思。种名mirabilis是拉丁文“奇迹”的意思，指在志留纪早期奇迹般地发现保存完整的有颌类。

## 分布
奇迹秀山鱼分布于志留纪华南大陆扬子海边缘、淡海交界。

## 描述
奇迹秀山鱼体型微小，全长約3公分。身体扁平，吻端钝圆；头和躯体前半部分覆有大块骨片，头顶中间有一可活动关节，代偿趋于愈合的颈关节；肩带具发达的棘刺；两个小背鳍；覆盖细小菱形鳞片的身体粗长有力；有发达的上歪尾；臀鳍缺失。
所有秀山鱼标本均显示它的头甲中间有一道横向的裂隙，在功能上代偿不可动的颈关节，使得头能在呼吸和摄食时抬起与落下。这道裂隙将在硬骨鱼中形成新的头—颈界线，使得其后的骨片从颅顶分离出去，人类与颈部相连的枕骨即由秀山鱼头顶这道裂隙前的骨片（中央片，或称后顶骨）演化而来。